# Partido Operário Camponês do Nepal
O Partido Operário Camponês do Nepal (Em Nepali नेपाल मजदुर किसान पार्टी ou Nepal Majdoor Kisan Party) é um partido comunista do Nepal com uma forte presença na cidade de Bhaktapur, mas atuação limitada no restante do país. O POCN se diferencia dos outros partidos nepaleses de orientação comunista por se identificar com a ideologia socialista norte-coreana Juche.

## História
O partido foi fundado em 1975 a partir de um racha no Partido Comunista do Nepal (Pushpa Lal), por sua vez uma dissidência do Partido Comunista do Nepal. O POCN foi fundado sob a liderança de Bijukchhe, apelidado de Camarada Rohit, como uma tendência anti-revisionista.
O Partido participou da Frente Unida de Esquerda e colaborou na Revolução Nepalesa de 1990, que derrubou a monarquia absolutista e o sistema Panchayat no país. Desde a redemocratização do Nepal, o partido ganhou todas as eleições à prefeitura da cidade de Bhaktapur, com mais de 30 anos de governo initerrupto.

## Ideologia
O POCN é um dos únicos exemplos de aplicação da ideologia Juche fora da Coreia do Norte. O partido baseia sua gestão de Bhaktapur nos princípios de autossuficiência elaborados por Kim Il Sung, interpretados a partir de uma ótica Marxista-Leninista e Maoista. Em sua aplicação do Juche à escala de uma cidade pequena, o partido incentiva e lidera esforços de reconstrução e manutenção de espaços coletivos da cidade, instituindo um sistema de esgoto já em seu primeiro mandato. Tais iniciativas muitas vezes dependem de trabalho voluntário de trabalhadores e camponeses locais.
A sede do partido mantém retratos de Grandes Líderes da Coreia do Norte, além de Karl Marx, Vladmir Lenin e Josef Stalin, considerados suas inspirações ideológicas.